# Axel Jansson
Axel Jansson (n. 24 aprilie 1882, Stockholm, Suedia-Norvegia – d. 22 septembrie 1909, Stockholm, Suedia) a fost un trăgător de tir ce a reprezentat Suedia, medaliat olimpic. A participat la o ediție a Jocurilor Olimpice (1908) în care a câștigat o medalie de argint.